# Большое Голаново
Большое Голаново — деревня в Нелидовском городском округе Тверской области.

## География
Находится в юго-западной части Тверской области на расстоянии приблизительно 5 км на север-северо-запад по прямой от города Нелидово на правом берегу реки Межа.

## История
Была показана еще на карте 1860-х годов. В 1941 году здесь был 21 двор. До 2018 года входила в состав ныне упразднённого Нелидовского сельского поселения.

## Население
Численность населения: 42 человека (русские 93 %) в 2002 году, 23 в 2010.